# Lorin S. Robert
Lorin S. Robert (né le 7 mai 1956 à Chuuk), est un homme politique micronésien. Il est Ministre des Affaires étrangères par intérim des États fédérés de Micronésie depuis le 29 juin 2007 succédant à Sebastian Anefal.